# Арекипа беловолосистая
Арекипа беловолосистая (лат. Arequipa leucotricha) — вид кактусов из рода Арекипа.

## Описание
Стебель одиночный, кеглевидной формы. Рёбер 12—15. Радиальные колючки белые, тонкие, длинные, из них шесть коричневых колючек, более длинных и жёстких, можно рассматривать как центральные.
Цветки шарлахово-красные, до 7 см длины.

## Распространение
Арекипа беловолосистая распространена в Чили (Тарапака).

## Синонимы
- Echinocactus leucotrichus Phil.